# TIM Nordeste
TIM Nordeste (Tele Nordeste Celular) foi uma empresa de telefonia móvel que atuava na Banda A nos estados de Alagoas, Pernambuco, Paraíba, Rio Grande do Norte, Ceará e Piauí. A empresa foi unificada posteriormente pela TIM junto com outras operadoras para formarem a TIM Brasil.

## História
Em 22 de maio de 1998, o governo brasileiro transferiu para a empresa Tele Nordeste Celular Participações as estatais Telpe Celular, Telepisa Celular, Teleceará Celular, Telern Celular, Telpa Celular e Telasa Celular.
Em julho de 1998, um consórcio formado pela UGB Participações (de propriedade das Organizações Globo e Bradesco) e pela Bitel Participações (de propriedade da Telecom Italia), adquiriu, no processo de privatização da Telebrás, o controle da Tele Nordeste Celular.
Em dezembro de 1998, a Telecom Itália adquiriu a participação societária da UGB Participações.
Em 2003, a Bitel incorporou a TIM Brasil e passou a ser denominada TIM Brasil Serviços e Participações. Ainda no mesmo ano a TIM Nordeste e a TIM Sul investem R$ 152,8 milhões de reais em investimentos em melhoria da rede GSM. No mesmo ano as empresas conseguem 4 milhões de clientes.
Em 2004, a Telpe (Pernambuco) incorporou todas as outras operadoras da Tele Nordeste e foi renomeada para TIM Nordeste. 
Em 2004, foi efetivada a incorporação da Tele Nordeste Celular pela Tele Celular Sul, que passou a se chamar TIM Participações.
Em 25 de abril de 2005, a TIM Participações anunciou a proposta de incorporar as totalidades das ações da TIM Sul e TIM Nordeste.
Em 1 de fevereiro de 2006, a TIM unifica todas as operações no Brasil, através da TIM Participações. Sendo aprovada pelo conselho de administração da TIM Participações e TIM Celular.
Em junho de 2006, a incorporação da Maxitel pela TIM Nordeste e em junho de 2009, a incorporação da TIM Nordeste pela TIM Celular.